# 毛利元就 誓いの三矢
『毛利元就 誓いの三矢』（もうりもとなり・ちかいのさんし）は、1997年5月23日に光栄（現・コーエーテクモゲームス）から発売されたコンピュータゲームのシミュレーションRPG。「英傑伝シリーズ」の第3作である。当時放送されていたNHK大河ドラマ『毛利元就』に合わせて発売され、中国地方の覇者である戦国大名毛利家の発展を一部フィクションを交えながら描いている。

## ゲームシステム
本作では、基本的に1話につき1つの戦闘が用意されており、それに勝つことによって章が進んでいくシステムになっている。同じく「英傑伝シリーズ」で後に発売される『織田信長伝』では、ゲームバランス上、敗北してもシナリオ分岐が用意されていることがあるが、本作にはシナリオ分岐が存在せず、敗北するとそのままゲームオーバーとなる。本作の特徴は、戦闘の前に城下を散策することができ、そこでの会話によって、話が展開していくという点にある。また、市や工房で武器を揃えたり、演習場で武将をレベルアップさせたり、酒場などで情報収集を行ったりすることができる。

## 主な登場人物
詳細は、それぞれの人物の記事を参照のこと。

### 毛利家
毛利元就（もうり もとなり）
- 声：田中秀幸

主人公。弘元の次男。甥の幸松丸の死後毛利家の家督を継ぐ。（豪族）
毛利隆元（もうり たかもと）
- 声：里内信夫

元就の嫡男。尼子攻めの為月山富田城に向かう途中に尼子の忍びの手にかかり死去。（槍兵）
毛利輝元（もうり てるもと）
- 声：私市淳

隆元の嫡男。元就の死後毛利家の家督を継ぐ。本能寺の変を知り、羽柴秀吉追撃を決断する。（豪族）
杉の方（すぎのかた）
- 声：中西美佐

弘元の側室。元就の母が5歳の時他界したため母代わりとなって元就を支え、遺言として百万一心の言葉を残す。
おかた（妙姫）
- 声：小松里賀（現：小松里歌）

元就の妻。吉川国経の娘。隆元、元春、隆景の母。
毛利弘元（もうり ひろもと）
- 声：幸野善之

元就の父。元就が10歳の時に死亡する。
毛利興元（もうり おきもと）
弘元の嫡男で、元就の兄。酒害により若死にする。
藤の方（ふじのかた）
興元の正室。
毛利幸松丸（もうり こうまつまる）
興元の嫡男。7歳の若さで病死する。
相合元綱（あいおう もとつな）
元就の弟。尼子家の策略により毛利家当主の座を元就と争う。武勇に優れる。（騎馬兵）
相合の方（あいおうのかた）
弘元の側室で、元綱の母。息子を毛利家の当主にしようと画策する。

### 主な毛利家臣
福原広俊（ふくはら ひろとし）
毛利家臣。毛利元就の母方の祖父でもある。元就に安芸統一の夢を託し死去。（騎馬兵）
福原貞俊（ふくはら さだとし）
毛利家臣。広俊の子。父の跡を継ぎ毛利家に仕える。（騎馬兵）
志道広良（しじ ひろよし）
毛利家臣。家老として元就を支える。厳島合戦後に引退。その後「君は船・臣は水」の遺訓を残し死去。（軍目付）
口羽通良（くちば みちよし）
毛利家臣。広良の弟。毛利家に忍者の世鬼を加える。（弓騎兵）
坂広秀（さか ひろひで）
毛利家臣。元綱を毛利家当主にしようと画策する。（弓兵）
桂広澄（かつら ひろずみ）
毛利家臣。坂広秀・渡辺勝と共に元綱を毛利家当主にしようとする。（弓騎兵）
桂元澄（かつら もとずみ）
毛利家臣。元綱が謀反を起こした際に、父広澄に従い元綱に付いたが元就の説得により家臣となる。以後厳島合戦の際には陶晴賢に偽の書状を送るなど活躍する。（弓兵）
児玉就忠（こだま なりただ）
毛利家臣。元就の初陣から参戦し、勇猛果敢な戦いぶりで活躍する。（騎馬兵）
飯田義武（いいだ よしたけ）
毛利家臣。槍隊を率いて活躍する。（槍兵）
国司元相（くにし もとすけ）
毛利家臣。弓兵隊を率いる。（弓兵）
渡辺勝（わたなべ すぐる）
毛利家臣。坂広秀・桂広澄と共に元綱を毛利家当主に推す。（騎馬兵）
渡辺通（わたなべ とおる）
毛利家臣。勝の子。幼名は寅市丸。月山富田城の戦いの際に父の汚名返上と元就の退却を助けるため、殿を引き受け討ち死にする。（騎馬兵）
村上武吉（むらかみ たけよし）
- 声：諸角憲一

村上水軍の頭。初めから紅切を装備しているため全部隊中トップレベルの攻撃力を誇る。（海賊）
世鬼政清（せき まさきよ）
- 声：幸野善之

忍者として元就を支える。（忍者）
安藤景綱（あんどう かげつな）
鏡山城攻略戦の時に大内方から尼子方へ寝返った。以後は毛利家臣となる。（小荷駄隊）
平造（へいぞう）
山賊として元就を襲ったこともあったが、父の死を機に改心し、毛利軍に加わる。（山賊）

### 吉川家
吉川元春（きっかわ もとはる）
- 声：中井和哉

元就の次男。興経が家臣から当主の座を追われた後、吉川家に養子に入る。以後毛利家の主力として活躍する。（騎馬兵）
吉川広家（きっかわ ひろいえ）
元春の三男。（騎馬兵）
吉川元経（きっかわ もとつね）
おかたの兄。銀山城に援軍に行った際に討ち死にする。（騎馬兵）
吉川経世（きっかわ つねよ）
元経の弟で興経の叔父にあたる。（騎馬兵）
吉川興経（きっかわ おきつね）
元経の子。尼子家と大内家の間で離反を繰り返したために家臣の信頼を失い当主の座を追われる。（騎馬兵）
小田信忠（おだ おぶただ）
有田城主。武田元繋に攻められ毛利家に援軍を要請する。（槍兵）

### 小早川家
小早川隆景（こばやかわ たかかげ）
- 声：野島健児

元就の三男。竹原小早川家に養子に入り乃美宗勝率いる小早川水軍を統括する。（軍目付）
小早川正平（こばやかわ まさひら）
沼田小早川家当主。月山富田城の戦いの退却の際、殿を引き受け討ち死にする。（槍兵）
乃美宗勝（のみ むねかつ）
小早川家臣。能美島を本拠とする水軍の将。（海賊）
村上吉充（むらかみ よしみつ）
小早川家臣。因島村上家を率いる。（海賊）

### 同盟者
河野通直（こうの みちなお）
伊予湯月城城主。宇都宮豊綱の圧迫に耐えかねて毛利家に援軍を求める。

## 主な敵武将

### 安芸国人衆
宍戸元源（ししど もとよし）
安芸五龍城城主。毛利家とは犬猿の仲だったが後に和解する。（弓騎兵）
宍戸隆家（ししど たかいえ）
元源の孫。毛利家とは敵対していたが後に帰順。各地を転戦し活躍する。（弓騎兵）
熊谷元直（くまがい もとなお）
安芸高松城城主。武田元繋と共に毛利と戦うが初陣の元就に討ち取られる。（騎馬兵）
熊谷信直（くまがい のぶなお）
元直の嫡男。毛利家に降り、元春の岳父として彼の片腕となる。（騎馬兵）
天野興定（あまの おきさだ）
安芸の国人。米山城主。鏡山城の援軍に向かう。（弓騎兵）
天野隆重（あまの たかしげ）
鏡山城攻略戦で元就に降伏し家臣となる。（弓騎兵）

### 安芸武田家
武田元繁（たけだ もとしげ）
安芸武田家当主。安芸を手中に収めんとして毛利と戦う。（騎馬兵）
武田光和（たけだ みつかず）
元繁の子。父の後を継ぎ当主となる。その後毛利家が大内傘下に入ったことにより敵対し討ち取られる。（槍兵）
武田信重（たけだ のぶしげ）
光和の弟。兄の跡を継ぎ当主になるも吉田郡山城の戦いで尼子家が敗北すると一子・竹若丸を安国寺に託し自害する。（槍兵）
安国寺恵瓊（あんこくじ えけい）
- 声：諸角憲一

信重の子。安国寺で僧侶として修行していたが、隆元との出会いにより外交僧として毛利家に仕える。（僧兵）

### 大内家
大内義興（おおうち よしおき）
大内家当主。中国地方西部の有力守護大名。
大内義隆（おおうち よしたか）
義興の嫡男。隆元を人質に毛利家を傘下に加えていた。父義興が築いた勢力を更に広げるも、晴賢の謀反に倒れる。（騎馬兵）
陶興房（すえ おきふさ）
大内家臣。周防守護代。（騎馬兵）
陶晴賢（すえ はるかた）
大内家臣。興房の子。主君義隆に謀反を起こした後、厳島で元就と戦う。（豪族）
蔵田房信（くらた ふさのぶ）
大内家臣。鏡山城城主。（槍兵）
蔵田直信（くらた なおのぶ）
大内家臣。房信の叔父。鏡山城を守っていたが元就の謀略により寝返る。その後尼子経久に殺害された。（弓兵）
杉重矩（すぎ しげのり）
大内家臣。豊前守護代。（騎馬兵）
内藤興盛（ないとう おきもり）
大内家臣。毛利家を尼子方から大内傘下に組み入れようとする。

### 大友家
大友宗麟（おおとも そうりん）
大友家当主。豊後の大名。二階崩れの変にて家督を相続し、九州遠征に乗り出した元就と北九州の覇権を争う。（騎馬兵）

### 尼子家
尼子経久（あまご つねひさ）
尼子家当主。山陰の有力大名。11ヶ国(石見・出雲・伯耆・美作・備前・備中・備後・安芸・播磨・隠岐・因幡)の太守と呼ばれた。
尼子晴久（あまご はるひさ）
父・政久が戦死した為、祖父経久から家督を譲られる。大内家と対立する中、勢力を伸ばす毛利家を敵視する。元就の策謀により、尼子家を支えていた新宮党を討ち、尼子家を衰退させる。（槍兵）
尼子久幸（あまご ひさゆき）
経久の弟。晴久を諌めるが聞き入れられず、吉田郡山城の戦いで討ち死にする。（騎馬兵）
尼子国久（あまご くにひさ）
経久の次男。晴久の叔父にあたる。精強を誇る新宮党を率いる。（弓騎兵）
尼子誠久（あまご まさひさ）
国久の子。父と共に新宮党を率いる。（騎馬兵）
尼子勝久（あまご かつひさ）
誠久の子。尼子家再興の為、鹿之介と共に毛利家と戦う。（弓兵）
山中鹿之介（やまなか しかのすけ）
- 声：野島健児

尼子家臣。尼子家再興の為に何度も毛利家と戦う。鹿之介亡き後も毛利家は後に鹿之介の子供と関ヶ原で戦う。（騎馬兵）

### 織田家
織田信長（おだ のぶなが）
- 声：中井和哉

織田家当主。尾張の一大名から天下統一を目指し、畿内を平定した後、中国地方への進出を企てる。
羽柴秀吉（はしば ひでよし）
織田家臣。足軽から織田家の重臣にのし上がる。使者として毛利家に訪れた際に元就と対面する。信長の命で尼子家を支援するも、形勢不利とみて撤退する。（豪族）
明智光秀（あけち みつひで）
織田家臣。信長に重用されていたが、逆心を抱き、家康に唆され本能寺の変を起こす。（豪族）
斎藤利三（さいとう としみつ）
明智家臣。坂本城で輝元から降伏を勧められるも主君に忠義を通して毛利家と戦う。（弓騎兵）

### 徳川家
徳川家康（とくがわ いえやす）
徳川家当主。松平家の嫡男だったが、織田家と今川家の下で人質生活を送る。独立し、信長の同盟者となるが、信長亡き後、天下統一に乗り出し、毛利家最大の強敵となる。（豪族）

## ストーリー
史実では毛利家は織田家と和睦し、後に豊臣家に臣従するのだが、本作では本能寺の変後、毛利家が東進し羽柴秀吉、明智光秀、徳川家康と戦う架空の展開となる。

尚、他の英傑伝シリーズと異なり、ストーリー途中でのシナリオ分岐は無い。
第一話
若鷲の初陣―有田城の戦い
第二話
花一輪―鏡山城攻略戦
第三話
兄と弟―船山城の戦い
第四話
訣別の時―銀山城の戦い
第五話
盟主の条件―安芸平定戦
第六話
出雲の虎―吉田郡山城の戦い
第七話
愚かな行軍―出雲退却戦
第八話
百万一心―備後迎撃戦
第九話
三矢の訓え―神辺城攻略戦
第十話
叛将陶晴賢―安芸備後平定戦
第十一話
謀略―安芸西進戦
第十二話
奇襲！ 厳島―厳島合戦
第十三話
傀儡大名―防長進撃戦
第十四話
豊後の梟雄大友宗麟―門司城争奪戦
第十五話
尾張の風雲児―石見銀山の戦い
第十六話
隆元死す―白鹿城攻略戦
第十七話
富田落城―富田城攻略戦
第十八話
伊予援軍―大洲城の戦い
第十九話
挟み撃ち―筑前攻略戦
第二十話
尼子再興の夢―布部山の戦い
第二十一話
誓いの三矢―備前攻略戦
第二十二話
新たな敵―木津川口の戦い
第二十三話
鹿之介の最後―上月城の戦い
第二十四話
湖上の忠義―羽柴軍追撃戦
第二十五話(1)
赤き琵琶湖―畿内進撃戦
第二十五話(2)
赤き琵琶湖―安土城の戦い
第二十六話
京の怨霊―濃尾平定戦
最終話(1)
決戦―関ヶ原の戦い
最終話(2)
決戦―岐阜城の戦い

### ムービー
ストーリーの要所要所ではアニメーションムービーが流れる。
- 弘元死去・1506年から1517年の中国地方の状況
- おかたの嫁入り
- 三本の矢の訓示
- 厳島合戦に村上水軍参戦
- 山中鹿之介、「我に七難八苦を与えたまえ」と誓う（コンシューマ版のみ）
- 元就、尼子家を滅ぼし中国統一
- 元就死去
- 備中高松城城主・清水宗治の切腹（コンシューマ版のみ）